# Eleições legislativas portuguesas de 2015 no distrito de Faro
| Eleições legislativas portuguesas de 2015 Distritos: Aveiro \| Beja \| Braga \| Bragança \| Castelo Branco \| Coimbra \| Évora \| Faro \| Guarda \| Leiria \| Lisboa \| Portalegre \| Porto \| Santarém \| Setúbal \| Viana do Castelo \| Vila Real \| Viseu \| Açores \| Madeira \| Estrangeiro |

## Resultados por concelho
Os resultados nos concelhos do Distrito de Faro foram os seguintes:

### Albufeira
| Partido                 | Partido                         | Votos  | %               | +/-   |
| ----------------------- | ------------------------------- | ------ | --------------- | ----- |
|                         | Portugal à Frente               | 5 242  | 35,24 / 100,00  | 18,95 |
|                         | Partido Socialista              | 4 400  | 29,58 / 100,00  | 9,70  |
|                         | Bloco de Esquerda               | 2 064  | 13,88 / 100,00  | 6,05  |
|                         | Coligação Democrática Unitária  | 1 069  | 7,19 / 100,00   | 0,16  |
|                         | Pessoas–Animais–Natureza        | 415    | 2,79 / 100,00   | 0,88  |
|                         | Partido Democrático Republicano | 234    | 1,57 / 100,00   | Novo  |
|                         | PCTP/MRPP                       | 229    | 1,54 / 100,00   | 0,03  |
|                         | Outros                          | 658    | 4,43 / 100,00   |       |
| Votos Inválidos         | Votos Inválidos                 | 563    | 3,79 / 100,00   | 0,53  |
| Total                   | Total                           | 14 874 | 100,00 / 100,00 |       |
| Eleitorado/Participação | Eleitorado/Participação         | 32 899 | 45,21 / 100,00  | 7,83  |

| Freguesia                 | %     | %     | %     | %    | %    | %    | %    | Votantes |
| Freguesia                 | PÀF   | PS    | BE    | CDU  | PAN  | PDR  | PCTP | Votantes |
| ------------------------- | ----- | ----- | ----- | ---- | ---- | ---- | ---- | -------- |
| Albufeira e Olhos de Água | 36,90 | 28,75 | 13,94 | 7,32 | 2,77 | 1,43 | 1,45 | 9 325    |
| Ferreiras                 | 30,73 | 30,65 | 14,52 | 7,70 | 2,84 | 1,95 | 1,69 | 2 610    |
| Guia                      | 38,02 | 30,77 | 10,76 | 5,44 | 2,69 | 2,00 | 2,06 | 1 599    |
| Paderne                   | 29,18 | 31,87 | 15,90 | 7,31 | 2,99 | 1,34 | 1,27 | 1 340    |
| Albufeira                 | 35,24 | 29,58 | 13,88 | 7,19 | 2,79 | 1,57 | 1,54 | 14 874   |

### Alcoutim
| Partido                 | Partido                        | Votos | %               | +/-   |
| ----------------------- | ------------------------------ | ----- | --------------- | ----- |
|                         | Partido Socialista             | 670   | 42,98 / 100,00  | 7,98  |
|                         | Portugal à Frente              | 579   | 37,14 / 100,00  | 13,28 |
|                         | Coligação Democrática Unitária | 108   | 6,93 / 100,00   | 1,31  |
|                         | Bloco de Esquerda              | 79    | 5,07 / 100,00   | 3,01  |
|                         | PCTP/MRPP                      | 19    | 1,22 / 100,00   | 0,05  |
|                         | Outros                         | 54    | 3,45 / 100,00   |       |
| Votos Inválidos         | Votos Inválidos                | 50    | 3,16 / 100,00   | 0,24  |
| Total                   | Total                          | 1 559 | 100,00 / 100,00 |       |
| Eleitorado/Participação | Eleitorado/Participação        | 2 649 | 58,85 / 100,00  | 1,17  |

| Freguesia          | %     | %     | %     | %    | %    | Votantes |
| Freguesia          | PS    | PÀF   | CDU   | BE   | PCTP | Votantes |
| ------------------ | ----- | ----- | ----- | ---- | ---- | -------- |
| Alcoutim e Pereiro | 48,29 | 31,34 | 7,19  | 5,65 | 1,03 | 584      |
| Giões              | 33,58 | 39,42 | 14,60 | 4,38 | 1,46 | 137      |
| Martim Longo       | 37,14 | 44,63 | 7,16  | 3,92 | 1,36 | 587      |
| Vaqueiros          | 49,40 | 31,87 | 1,59  | 6,77 | 1,20 | 251      |
| Alcoutim           | 42,98 | 37,14 | 6,93  | 5,07 | 1,22 | 1 559    |

### Aljezur
| Partido                 | Partido                         | Votos | %               | +/-   |
| ----------------------- | ------------------------------- | ----- | --------------- | ----- |
|                         | Partido Socialista              | 852   | 37,38 / 100,00  | 12,35 |
|                         | Portugal à Frente               | 538   | 23,61 / 100,00  | 15,79 |
|                         | Coligação Democrática Unitária  | 270   | 11,85 / 100,00  | 1,13  |
|                         | Bloco de Esquerda               | 255   | 11,19 / 100,00  | 4,00  |
|                         | PCTP/MRPP                       | 68    | 2,98 / 100,00   | 0,08  |
|                         | Pessoas–Animais–Natureza        | 38    | 1,67 / 100,00   | 0,20  |
|                         | Partido Democrático Republicano | 31    | 1,36 / 100,00   | Novo  |
|                         | LIVRE/Tempo de Avançar          | 24    | 1,05 / 100,00   | Novo  |
|                         | Partido da Terra                | 24    | 1,05 / 100,00   | 0,54  |
|                         | Outros                          | 73    | 3,19 / 100,00   |       |
| Votos Inválidos         | Votos Inválidos                 | 106   | 4,65 / 100,00   | 1,60  |
| Total                   | Total                           | 2 279 | 100,00 / 100,00 |       |
| Eleitorado/Participação | Eleitorado/Participação         | 4 089 | 55,73 / 100,00  | 2,29  |

| Freguesia | %     | %     | %     | %     | %    | %    | %    | %    | %    | Votantes |
| Freguesia | PS    | PÀF   | CDU   | BE    | PCTP | PAN  | PDR  | L    | MPT  | Votantes |
| --------- | ----- | ----- | ----- | ----- | ---- | ---- | ---- | ---- | ---- | -------- |
| Aljezur   | 37,40 | 27,66 | 9,04  | 12,03 | 1,93 | 1,84 | 1,15 | 0,88 | 0,97 | 1 139    |
| Bordeira  | 38,96 | 24,68 | 14,29 | 6,49  | 3,90 | 1,95 | 0    | 0,65 | 0,65 | 154      |
| Odeceixe  | 34,19 | 16,34 | 18,92 | 10,97 | 4,95 | 1,94 | 1,29 | 1,29 | 0,65 | 465      |
| Rogil     | 39,73 | 20,92 | 10,94 | 10,94 | 3,26 | 0,96 | 2,50 | 1,34 | 1,73 | 521      |
| Aljezur   | 37,38 | 23,61 | 11,85 | 11,19 | 2,98 | 1,67 | 1,36 | 1,05 | 1,05 | 2 279    |

### Castro Marim
| Partido                 | Partido                         | Votos | %               | +/-   |
| ----------------------- | ------------------------------- | ----- | --------------- | ----- |
|                         | Partido Socialista              | 1 250 | 39,92 / 100,00  | 10,07 |
|                         | Portugal à Frente               | 919   | 29,35 / 100,00  | 19,12 |
|                         | Bloco de Esquerda               | 407   | 13,00 / 100,00  | 6,71  |
|                         | Coligação Democrática Unitária  | 230   | 7,35 / 100,00   | 0,25  |
|                         | Partido Democrático Republicano | 47    | 1,50 / 100,00   | Novo  |
|                         | PCTP/MRPP                       | 46    | 1,47 / 100,00   | 0,15  |
|                         | Pessoas–Animais–Natureza        | 33    | 1,05 / 100,00   | 0,03  |
|                         | Outros                          | 84    | 2,68 / 100,00   |       |
| Votos Inválidos         | Votos Inválidos                 | 115   | 3,67 / 100,00   | 0,50  |
| Total                   | Total                           | 3 131 | 100,00 / 100,00 |       |
| Eleitorado/Participação | Eleitorado/Participação         | 5 800 | 53,98 / 100,00  | 2,62  |

| Freguesia    | %     | %     | %     | %    | %    | %    | %    | Votantes |
| Freguesia    | PS    | PÀF   | BE    | CDU  | PDR  | PCTP | PAN  | Votantes |
| ------------ | ----- | ----- | ----- | ---- | ---- | ---- | ---- | -------- |
| Altura       | 36,65 | 29,66 | 16,42 | 6,57 | 2,12 | 1,48 | 1,27 | 944      |
| Azinhal      | 33,33 | 38,64 | 10,23 | 4,92 | 1,89 | 1,52 | 1,14 | 264      |
| Castro Marim | 41,16 | 26,71 | 13,29 | 8,52 | 1,35 | 1,55 | 1,16 | 1 550    |
| Odeleite     | 47,72 | 32,98 | 5,09  | 6,17 | 0,27 | 1,07 | 0    | 373      |
| Castro Marim | 39,92 | 29,35 | 13,00 | 7,35 | 1,50 | 1,47 | 1,05 | 3 131    |

### Faro
| Partido                 | Partido                         | Votos  | %               | +/-   |
| ----------------------- | ------------------------------- | ------ | --------------- | ----- |
|                         | Partido Socialista              | 10 435 | 34,02 / 100,00  | 10,54 |
|                         | Portugal à Frente               | 9 671  | 31,53 / 100,00  | 17,78 |
|                         | Bloco de Esquerda               | 4 149  | 13,53 / 100,00  | 5,23  |
|                         | Coligação Democrática Unitária  | 2 724  | 8,88 / 100,00   | 0,05  |
|                         | Pessoas–Animais–Natureza        | 630    | 2,05 / 100,00   | 0,26  |
|                         | PCTP/MRPP                       | 377    | 1,23 / 100,00   | 0,01  |
|                         | LIVRE/Tempo de Avançar          | 361    | 1,18 / 100,00   | Novo  |
|                         | Partido Democrático Republicano | 317    | 1,03 / 100,00   | Novo  |
|                         | Outros                          | 964    | 3,15 / 100,00   |       |
| Votos Inválidos         | Votos Inválidos                 | 1 041  | 3,39 / 100,00   | 1,15  |
| Total                   | Total                           | 30 669 | 100,00 / 100,00 |       |
| Eleitorado/Participação | Eleitorado/Participação         | 55 804 | 54,96 / 100,00  | 3,45  |

| Freguesia             | %     | %     | %     | %     | %    | %    | %    | %    | Votantes |
| Freguesia             | PS    | PÀF   | BE    | CDU   | PAN  | PCTP | L    | PDR  | Votantes |
| --------------------- | ----- | ----- | ----- | ----- | ---- | ---- | ---- | ---- | -------- |
| Conceição e Estoi     | 32,61 | 31,71 | 14,29 | 8,47  | 1,72 | 1,38 | 0,85 | 0,93 | 3 542    |
| Faro (Sé e São Pedro) | 35,34 | 30,77 | 13,78 | 8,69  | 2,10 | 1,11 | 1,26 | 1,00 | 21 590   |
| Montenegro            | 29,64 | 36,42 | 13,23 | 7,11  | 2,45 | 1,22 | 1,17 | 1,10 | 3 924    |
| Santa Bárbara de Nexe | 30,19 | 29,45 | 9,18  | 16,62 | 1,18 | 2,48 | 0,81 | 1,61 | 1 613    |
| Faro                  | 34,02 | 31,53 | 13,53 | 8,88  | 2,05 | 1,23 | 1,18 | 1,03 | 30 669   |

### Lagoa
| Partido                 | Partido                         | Votos  | %               | +/-   |
| ----------------------- | ------------------------------- | ------ | --------------- | ----- |
|                         | Partido Socialista              | 3 058  | 31,22 / 100,00  | 9,56  |
|                         | Portugal à Frente               | 2 979  | 30,41 / 100,00  | 19,94 |
|                         | Bloco de Esquerda               | 1 576  | 16,09 / 100,00  | 6,82  |
|                         | Coligação Democrática Unitária  | 900    | 9,19 / 100,00   | 1,40  |
|                         | Pessoas–Animais–Natureza        | 200    | 2,04 / 100,00   | 0,13  |
|                         | PCTP/MRPP                       | 176    | 1,80 / 100,00   | 0,08  |
|                         | Partido Democrático Republicano | 122    | 1,25 / 100,00   | Novo  |
|                         | Partido Nacional Renovador      | 100    | 1,02 / 100,00   | 0,20  |
|                         | Outros                          | 357    | 3,65 / 100,00   |       |
| Votos Inválidos         | Votos Inválidos                 | 328    | 3,35 / 100,00   | 0,43  |
| Total                   | Total                           | 9 796  | 100,00 / 100,00 |       |
| Eleitorado/Participação | Eleitorado/Participação         | 18 220 | 53,77 / 100,00  | 5,09  |

| Freguesia          | %     | %     | %     | %     | %    | %    | %    | %    | Votantes |
| Freguesia          | PS    | PÀF   | BE    | CDU   | PAN  | PCTP | PDR  | PNR  | Votantes |
| ------------------ | ----- | ----- | ----- | ----- | ---- | ---- | ---- | ---- | -------- |
| Estômbar e Parchal | 30,71 | 27,65 | 18,73 | 10,39 | 2,07 | 2,09 | 1,07 | 0,92 | 4 015    |
| Ferragudo          | 38,44 | 24,09 | 15,63 | 9,85  | 1,28 | 1,50 | 0,86 | 1,71 | 934      |
| Lagoa e Carvoeiro  | 30,34 | 33,24 | 14,57 | 8,30  | 2,26 | 1,50 | 1,45 | 0,91 | 4 070    |
| Porches            | 29,73 | 37,45 | 10,94 | 6,82  | 1,67 | 2,19 | 1,54 | 1,29 | 777      |
| Lagoa              | 31,22 | 30,41 | 16,09 | 9,19  | 2,04 | 1,80 | 1,25 | 1,02 | 9 796    |

### Lagos
| Partido                 | Partido                         | Votos  | %               | +/-   |
| ----------------------- | ------------------------------- | ------ | --------------- | ----- |
|                         | Partido Socialista              | 4 205  | 34,61 / 100,00  | 10,29 |
|                         | Portugal à Frente               | 3 128  | 25,74 / 100,00  | 18,62 |
|                         | Bloco de Esquerda               | 1 945  | 16,01 / 100,00  | 6,54  |
|                         | Coligação Democrática Unitária  | 1 212  | 9,97 / 100,00   | 0,02  |
|                         | Pessoas–Animais–Natureza        | 259    | 2,13 / 100,00   | 0,38  |
|                         | PCTP/MRPP                       | 190    | 1,56 / 100,00   | 0,27  |
|                         | Partido Democrático Republicano | 152    | 1,25 / 100,00   | Novo  |
|                         | Outros                          | 544    | 4,48 / 100,00   |       |
| Votos Inválidos         | Votos Inválidos                 | 516    | 4,25 / 100,00   | 0,79  |
| Total                   | Total                           | 12 151 | 100,00 / 100,00 |       |
| Eleitorado/Participação | Eleitorado/Participação         | 23 356 | 52,03 / 100,00  | 5,31  |

| Freguesia                     | %     | %     | %     | %     | %    | %    | %    | Votantes |
| Freguesia                     | PS    | PÀF   | BE    | CDU   | PAN  | PCTP | PDR  | Votantes |
| ----------------------------- | ----- | ----- | ----- | ----- | ---- | ---- | ---- | -------- |
| Bensafrim e Barão de São João | 40,69 | 19,81 | 13,89 | 11,30 | 1,40 | 2,80 | 1,08 | 929      |
| Luz                           | 35,00 | 24,07 | 17,22 | 8,61  | 1,76 | 1,85 | 2,78 | 1 080    |
| Odiáxere                      | 37,33 | 22,81 | 14,34 | 11,10 | 1,84 | 1,92 | 0,87 | 1 144    |
| São Gonçalo de Lagos          | 33,59 | 26,93 | 16,29 | 9,86  | 2,29 | 1,36 | 1,13 | 8 998    |
| Lagos                         | 34,61 | 25,74 | 16,01 | 9,97  | 2,13 | 1,56 | 1,25 | 12 151   |

### Loulé
| Partido                 | Partido                         | Votos  | %               | +/-   |
| ----------------------- | ------------------------------- | ------ | --------------- | ----- |
|                         | Portugal à Frente               | 10 854 | 39,28 / 100,00  | 17,39 |
|                         | Partido Socialista              | 8 379  | 30,32 / 100,00  | 9,76  |
|                         | Bloco de Esquerda               | 3 293  | 11,92 / 100,00  | 5,14  |
|                         | Coligação Democrática Unitária  | 1 588  | 5,75 / 100,00   | 0,02  |
|                         | Pessoas–Animais–Natureza        | 552    | 2,00 / 100,00   | 0,53  |
|                         | Partido Democrático Republicano | 368    | 1,33 / 100,00   | Novo  |
|                         | PCTP/MRPP                       | 363    | 1,31 / 100,00   | 0,09  |
|                         | Outros                          | 1 040  | 3,76 / 100,00   |       |
| Votos Inválidos         | Votos Inválidos                 | 1 198  | 4,33 / 100,00   | 0,46  |
| Total                   | Total                           | 27 635 | 100,00 / 100,00 |       |
| Eleitorado/Participação | Eleitorado/Participação         | 57 303 | 48,23 / 100,00  | 5,32  |

| Freguesia               | %     | %     | %     | %    | %    | %    | %    | Votantes |
| Freguesia               | PÀF   | PS    | BE    | CDU  | PAN  | PDR  | PCTP | Votantes |
| ----------------------- | ----- | ----- | ----- | ---- | ---- | ---- | ---- | -------- |
| Almancil                | 39,60 | 30,32 | 10,52 | 5,80 | 2,31 | 1,41 | 1,61 | 3 414    |
| Alte                    | 27,77 | 39,05 | 10,73 | 9,07 | 2,65 | 1,66 | 1,11 | 904      |
| Ameixial                | 40,16 | 42,62 | 6,56  | 3,28 | 0,82 | 0,82 | 0,41 | 244      |
| Boliqueime              | 46,12 | 23,55 | 10,09 | 4,05 | 2,10 | 1,17 | 1,46 | 2 051    |
| Loulé (São Clemente)    | 33,16 | 33,52 | 13,23 | 6,53 | 2,44 | 1,57 | 1,07 | 7 446    |
| Loulé (São Sebastião)   | 42,99 | 27,89 | 11,35 | 5,74 | 1,52 | 1,23 | 1,42 | 3 101    |
| Quarteira               | 44,35 | 27,30 | 12,60 | 4,77 | 1,92 | 1,30 | 1,13 | 7 867    |
| Querença, Tôr e Benafim | 36,41 | 33,93 | 10,38 | 5,27 | 1,32 | 1,24 | 1,16 | 1 291    |
| Salir                   | 33,86 | 34,70 | 11,54 | 8,35 | 1,59 | 0,46 | 1,90 | 1 317    |
| Loulé                   | 39,28 | 30,32 | 11,92 | 5,75 | 2,00 | 1,33 | 1,31 | 27 635   |

### Monchique
| Partido                 | Partido                        | Votos | %               | +/-   |
| ----------------------- | ------------------------------ | ----- | --------------- | ----- |
|                         | Partido Socialista             | 1 220 | 38,07 / 100,00  | 14,10 |
|                         | Portugal à Frente              | 942   | 29,39 / 100,00  | 17,92 |
|                         | Bloco de Esquerda              | 377   | 11,76 / 100,00  | 4,65  |
|                         | Coligação Democrática Unitária | 271   | 8,46 / 100,00   | 0,83  |
|                         | PCTP/MRPP                      | 68    | 2,12 / 100,00   | 0,42  |
|                         | Outros                         | 184   | 5,74 / 100,00   |       |
| Votos Inválidos         | Votos Inválidos                | 143   | 4,46 / 100,00   | 0,89  |
| Total                   | Total                          | 3 205 | 100,00 / 100,00 |       |
| Eleitorado/Participação | Eleitorado/Participação        | 4 844 | 66,16 / 100,00  | 1,07  |

| Freguesia | %     | %     | %     | %    | %    | Votantes |
| Freguesia | PS    | PÀF   | BE    | CDU  | PCTP | Votantes |
| --------- | ----- | ----- | ----- | ---- | ---- | -------- |
| Alferce   | 43,00 | 30,43 | 6,76  | 6,28 | 1,93 | 207      |
| Marmelete | 33,33 | 37,65 | 7,91  | 6,95 | 1,20 | 417      |
| Monchique | 38,43 | 27,97 | 12,79 | 8,87 | 2,29 | 2 581    |
| Monchique | 38,07 | 29,39 | 11,76 | 8,46 | 2,12 | 3 205    |

### Olhão
| Partido                 | Partido                         | Votos  | %               | +/-   |
| ----------------------- | ------------------------------- | ------ | --------------- | ----- |
|                         | Partido Socialista              | 5 925  | 32,57 / 100,00  | 10,13 |
|                         | Portugal à Frente               | 5 206  | 28,62 / 100,00  | 19,43 |
|                         | Bloco de Esquerda               | 2 895  | 15,92 / 100,00  | 6,89  |
|                         | Coligação Democrática Unitária  | 1 698  | 9,34 / 100,00   | 0,15  |
|                         | Pessoas–Animais–Natureza        | 403    | 2,22 / 100,00   | 0,40  |
|                         | PCTP/MRPP                       | 348    | 1,91 / 100,00   | 0,14  |
|                         | Partido Democrático Republicano | 243    | 1,34 / 100,00   | Novo  |
|                         | Outros                          | 842    | 4,63 / 100,00   |       |
| Votos Inválidos         | Votos Inválidos                 | 629    | 3,46 / 100,00   | 0,66  |
| Total                   | Total                           | 18 189 | 100,00 / 100,00 |       |
| Eleitorado/Participação | Eleitorado/Participação         | 37 528 | 48,47 / 100,00  | 2,45  |

| Freguesia             | %     | %     | %     | %    | %    | %    | %    | Votantes |
| Freguesia             | PS    | PÀF   | BE    | CDU  | PAN  | PCTP | PDR  | Votantes |
| --------------------- | ----- | ----- | ----- | ---- | ---- | ---- | ---- | -------- |
| Moncarapacho e Fuseta | 32,55 | 32,72 | 13,15 | 7,68 | 1,69 | 1,81 | 1,76 | 4 153    |
| Olhão                 | 35,93 | 26,24 | 15,88 | 9,68 | 1,97 | 2,08 | 1,16 | 5 876    |
| Pechão                | 27,55 | 28,36 | 18,68 | 9,87 | 2,50 | 1,31 | 1,75 | 1 601    |
| Quelfes               | 30,81 | 28,22 | 17,03 | 9,94 | 2,70 | 1,98 | 1,13 | 6 559    |
| Olhão                 | 32,57 | 28,62 | 15,92 | 9,34 | 2,22 | 1,91 | 1,34 | 18 189   |

### Portimão
| Partido                 | Partido                         | Votos  | %               | +/-   |
| ----------------------- | ------------------------------- | ------ | --------------- | ----- |
|                         | Partido Socialista              | 7 788  | 32,10 / 100,00  | 9,10  |
|                         | Portugal à Frente               | 7 286  | 30,03 / 100,00  | 19,47 |
|                         | Bloco de Esquerda               | 3 933  | 16,21 / 100,00  | 6,58  |
|                         | Coligação Democrática Unitária  | 1 962  | 8,09 / 100,00   | 0,29  |
|                         | Pessoas–Animais–Natureza        | 478    | 1,97 / 100,00   | 0,29  |
|                         | PCTP/MRPP                       | 370    | 1,52 / 100,00   | 0,06  |
|                         | Partido Democrático Republicano | 304    | 1,25 / 100,00   | Novo  |
|                         | Nós, Cidadãos!                  | 274    | 1,13 / 100,00   | Novo  |
|                         | Outros                          | 943    | 3,89 / 100,00   |       |
| Votos Inválidos         | Votos Inválidos                 | 925    | 3,81 / 100,00   | 0,24  |
| Total                   | Total                           | 24 263 | 100,00 / 100,00 |       |
| Eleitorado/Participação | Eleitorado/Participação         | 46 901 | 51,73 / 100,00  | 6,38  |

| Freguesia          | %     | %     | %     | %    | %    | %    | %    | %    | Votantes |
| Freguesia          | PS    | PÀF   | BE    | CDU  | PAN  | PCTP | PDR  | NC   | Votantes |
| ------------------ | ----- | ----- | ----- | ---- | ---- | ---- | ---- | ---- | -------- |
| Alvor              | 32,40 | 29,24 | 16,00 | 9,00 | 2,07 | 1,66 | 1,51 | 1,09 | 2 657    |
| Mexilhoeira Grande | 36,71 | 23,35 | 15,50 | 7,54 | 2,50 | 2,39 | 1,20 | 0,78 | 1 923    |
| Portimão           | 31,61 | 30,79 | 16,31 | 8,02 | 1,91 | 1,42 | 1,22 | 1,17 | 19 683   |
| Portimão           | 32,10 | 30,03 | 16,21 | 8,09 | 1,97 | 1,52 | 1,25 | 1,13 | 24 263   |

### São Brás de Alportel
| Partido                 | Partido                        | Votos | %               | +/-   |
| ----------------------- | ------------------------------ | ----- | --------------- | ----- |
|                         | Portugal à Frente              | 1 592 | 33,31 / 100,00  | 19,19 |
|                         | Partido Socialista             | 1 575 | 32,95 / 100,00  | 9,61  |
|                         | Bloco de Esquerda              | 653   | 13,66 / 100,00  | 7,70  |
|                         | Coligação Democrática Unitária | 333   | 6,97 / 100,00   | 0,68  |
|                         | Pessoas–Animais–Natureza       | 108   | 2,26 / 100,00   | 0,73  |
|                         | PCTP/MRPP                      | 49    | 1,03 / 100,00   | 0,45  |
|                         | Outros                         | 257   | 5,38 / 100,00   |       |
| Votos Inválidos         | Votos Inválidos                | 213   | 4,46 / 100,00   | 0,32  |
| Total                   | Total                          | 4 780 | 100,00 / 100,00 |       |
| Eleitorado/Participação | Eleitorado/Participação        | 8 934 | 53,50 / 100,00  | 2,54  |

| Freguesia            | %     | %     | %     | %    | %    | %    | Votantes |
| Freguesia            | PÀF   | PS    | BE    | CDU  | PAN  | PCTP | Votantes |
| -------------------- | ----- | ----- | ----- | ---- | ---- | ---- | -------- |
| São Brás de Alportel | 33,31 | 32,95 | 13,66 | 6,97 | 2,26 | 1,03 | 4 780    |
| São Brás de Alportel | 33,31 | 32,95 | 13,66 | 6,97 | 2,26 | 1,03 | 4 780    |

### Silves
| Partido                 | Partido                         | Votos  | %               | +/-   |
| ----------------------- | ------------------------------- | ------ | --------------- | ----- |
|                         | Partido Socialista              | 4 940  | 31,02 / 100,00  | 8,41  |
|                         | Portugal à Frente               | 4 479  | 28,12 / 100,00  | 17,21 |
|                         | Bloco de Esquerda               | 2 137  | 13,42 / 100,00  | 5,43  |
|                         | Coligação Democrática Unitária  | 2 124  | 13,34 / 100,00  | 1,01  |
|                         | PCTP/MRPP                       | 352    | 2,21 / 100,00   | 0,30  |
|                         | Pessoas–Animais–Natureza        | 276    | 1,73 / 100,00   | 0,11  |
|                         | Partido Democrático Republicano | 179    | 1,12 / 100,00   | Novo  |
|                         | Partido da Terra                | 163    | 1,02 / 100,00   | 0,22  |
|                         | Outros                          | 568    | 3,56 / 100,00   |       |
| Votos Inválidos         | Votos Inválidos                 | 708    | 4,45 / 100,00   | 0,29  |
| Total                   | Total                           | 15 926 | 100,00 / 100,00 |       |
| Eleitorado/Participação | Eleitorado/Participação         | 29 727 | 53,57 / 100,00  | 3,00  |

| Freguesia                  | %     | %     | %     | %     | %    | %    | %    | %    | Votantes |
| Freguesia                  | PS    | PÀF   | BE    | CDU   | PCTP | PAN  | PDR  | MPT  | Votantes |
| -------------------------- | ----- | ----- | ----- | ----- | ---- | ---- | ---- | ---- | -------- |
| Alcantarilha e Pêra        | 32,96 | 33,27 | 11,62 | 9,67  | 1,64 | 1,74 | 1,02 | 1,02 | 1 954    |
| Algoz e Tunes              | 29,68 | 30,34 | 15,40 | 8,98  | 2,13 | 2,21 | 0,85 | 0,74 | 2 584    |
| Armação de Pêra            | 31,10 | 36,55 | 12,73 | 7,24  | 1,45 | 1,65 | 1,15 | 0,50 | 2 003    |
| São Bartolomeu de Messines | 31,10 | 25,08 | 12,65 | 16,16 | 2,85 | 2,02 | 1,25 | 0,51 | 3 756    |
| São Marcos da Serra        | 37,50 | 23,92 | 6,79  | 16,67 | 2,62 | 1,39 | 1,23 | 0,77 | 648      |
| Silves                     | 30,01 | 24,41 | 14,82 | 16,92 | 2,25 | 1,35 | 1,18 | 1,81 | 4 981    |
| Silves                     | 31,02 | 28,12 | 13,42 | 13,34 | 2,21 | 1,73 | 1,12 | 1,02 | 15 926   |

### Tavira
| Partido                 | Partido                         | Votos  | %               | +/-   |
| ----------------------- | ------------------------------- | ------ | --------------- | ----- |
|                         | Partido Socialista              | 4 052  | 34,68 / 100,00  | 9,67  |
|                         | Portugal à Frente               | 3 756  | 32,14 / 100,00  | 18,47 |
|                         | Bloco de Esquerda               | 1 649  | 14,11 / 100,00  | 7,01  |
|                         | Coligação Democrática Unitária  | 762    | 6,52 / 100,00   | 0,26  |
|                         | PCTP/MRPP                       | 179    | 1,53 / 100,00   | 0,04  |
|                         | Pessoas–Animais–Natureza        | 177    | 1,51 / 100,00   | 0,04  |
|                         | Partido Democrático Republicano | 133    | 1,14 / 100,00   | Novo  |
|                         | Outros                          | 468    | 4,00 / 100,00   |       |
| Votos Inválidos         | Votos Inválidos                 | 509    | 4,35 / 100,00   | 0,54  |
| Total                   | Total                           | 11 685 | 100,00 / 100,00 |       |
| Eleitorado/Participação | Eleitorado/Participação         | 21 905 | 53,34 / 100,00  | 2,70  |

| Freguesia                        | %     | %     | %     | %     | %    | %    | %    | Votantes |
| Freguesia                        | PS    | PÀF   | BE    | CDU   | PCTP | PAN  | PDR  | Votantes |
| -------------------------------- | ----- | ----- | ----- | ----- | ---- | ---- | ---- | -------- |
| Cachopo                          | 40,06 | 40,06 | 4,09  | 4,09  | 0,88 | 0,58 | 0,29 | 342      |
| Conceição e Cabanas de Tavira    | 38,70 | 26,40 | 17,27 | 5,24  | 2,08 | 2,17 | 1,81 | 1 106    |
| Luz de Tavira e Santo Estêvão    | 33,28 | 30,50 | 14,01 | 6,25  | 2,00 | 1,46 | 1,07 | 2 049    |
| Santa Catarina da Fonte do Bispo | 31,72 | 38,97 | 13,68 | 4,25  | 1,15 | 0,69 | 1,61 | 870      |
| Santa Luzia                      | 33,15 | 26,74 | 18,55 | 10,78 | 1,23 | 1,64 | 1,64 | 733      |
| Tavira (Santa Maria e Santiago)  | 34,72 | 32,91 | 13,70 | 6,77  | 1,41 | 1,56 | 0,97 | 6 585    |
| Tavira                           | 34,68 | 32,14 | 14,11 | 6,52  | 1,53 | 1,51 | 1,14 | 11 685   |

### Vila do Bispo
| Partido                 | Partido                        | Votos | %               | +/-   |
| ----------------------- | ------------------------------ | ----- | --------------- | ----- |
|                         | Partido Socialista             | 855   | 39,86 / 100,00  | 11,34 |
|                         | Portugal à Frente              | 540   | 25,17 / 100,00  | 19,62 |
|                         | Bloco de Esquerda              | 276   | 12,87 / 100,00  | 5,69  |
|                         | Coligação Democrática Unitária | 187   | 8,72 / 100,00   | 0,02  |
|                         | Pessoas–Animais–Natureza       | 51    | 2,38 / 100,00   | 0,91  |
|                         | PCTP/MRPP                      | 32    | 1,49 / 100,00   | 0,33  |
|                         | Outros                         | 106   | 4,94 / 100,00   |       |
| Votos Inválidos         | Votos Inválidos                | 98    | 4,57 / 100,00   | 0,10  |
| Total                   | Total                          | 2 145 | 100,00 / 100,00 |       |
| Eleitorado/Participação | Eleitorado/Participação        | 3 935 | 54,51 / 100,00  | 2,09  |

| Freguesia                 | %     | %     | %     | %     | %    | %    | Votantes |
| Freguesia                 | PS    | PÀF   | BE    | CDU   | PAN  | PCTP | Votantes |
| ------------------------- | ----- | ----- | ----- | ----- | ---- | ---- | -------- |
| Barão de São Miguel       | 36,73 | 19,73 | 14,29 | 17,01 | 0    | 0,68 | 147      |
| Budens                    | 42,00 | 23,55 | 13,71 | 8,44  | 1,76 | 0,53 | 569      |
| Sagres                    | 38,82 | 29,02 | 9,92  | 8,17  | 3,27 | 1,26 | 796      |
| Vila do Bispo e Raposeira | 39,97 | 23,06 | 15,48 | 7,74  | 2,37 | 2,84 | 633      |
| Vila do Bispo             | 39,86 | 25,17 | 12,87 | 8,72  | 2,38 | 1,49 | 2 145    |

### Vila Real de Santo António
| Partido                 | Partido                        | Votos  | %               | +/-   |
| ----------------------- | ------------------------------ | ------ | --------------- | ----- |
|                         | Partido Socialista             | 2 818  | 34,38 / 100,00  | 9,30  |
|                         | Portugal à Frente              | 2 239  | 27,31 / 100,00  | 15,07 |
|                         | Bloco de Esquerda              | 1 234  | 15,05 / 100,00  | 5,61  |
|                         | Coligação Democrática Unitária | 1 101  | 13,43 / 100,00  | 1,25  |
|                         | PCTP/MRPP                      | 146    | 1,78 / 100,00   | 0,10  |
|                         | Pessoas–Animais–Natureza       | 123    | 1,50 / 100,00   | 0,38  |
|                         | Outros                         | 313    | 3,80 / 100,00   |       |
| Votos Inválidos         | Votos Inválidos                | 223    | 2,72 / 100,00   | 0,65  |
| Total                   | Total                          | 8 197  | 100,00 / 100,00 |       |
| Eleitorado/Participação | Eleitorado/Participação        | 16 870 | 48,59 / 100,00  | 2,83  |

| Freguesia                  | %     | %     | %     | %     | %    | %    | Votantes |
| Freguesia                  | PS    | PÀF   | BE    | CDU   | PCTP | PAN  | Votantes |
| -------------------------- | ----- | ----- | ----- | ----- | ---- | ---- | -------- |
| Monte Gordo                | 31,68 | 28,65 | 13,55 | 18,73 | 1,70 | 1,04 | 1 351    |
| Vila Nova de Cacela        | 34,95 | 32,88 | 13,90 | 7,75  | 2,07 | 1,36 | 1 691    |
| Vila Real de Santo António | 34,90 | 25,14 | 15,83 | 13,91 | 1,71 | 1,67 | 5 155    |
| Vila Real de Santo António | 34,38 | 27,31 | 15,05 | 13,43 | 1,78 | 1,50 | 8 197    |